# Западногерцеговинский кантон
Западногерцеговинский кантон (босн. Zapadnohercegovački kanton, хорв. Zapadnohercegovačka županija, серб. Западнохерцеговачки кантон) — один из десяти кантонов Федерации Боснии и Герцеговины в составе Боснии и Герцеговины.

## География
Кантон расположен на юго-западе страны. Его административным центром является город Широки-Бриег. Кантон состоит из общин Груде, Широки-Бриег, Любушки и Посушье.

## Население
Абсолютное большинство населения кантона составляют хорваты, поэтому его этнический состав не изменился за период Боснийской войны.

## Символика
Символы кантона совпадают с символами Кантона 10, что является нарушением законов Боснии и Герцеговины.